# ドゥービー・ストリート
『ドゥービー・ストリート』（原題：Takin' It to the Streets）は、アメリカ合衆国のロック・バンド、ドゥービー・ブラザーズが1976年に発表した6作目のスタジオ・アルバム。マイケル・マクドナルド加入後としては初のアルバムである。

## 解説
前作『スタンピード』（1975年）発表前に入院したトム・ジョンストンがバンドに復帰したが、ジョンストンが作詞・作曲した楽曲は「ターン・イット・ルース」1曲だけとなった。前作に引き続きマリア・マルダーがゲスト参加している。
音楽評論家の小倉エージは、元スティーリー・ダンのジェフ・バクスターとマイケル・マクドナルドが参加していることから「スティーリー色が濃くなった」と指摘している。
アメリカのBillboard 200では8位に達し、本作からのシングル「運命の轍」はBillboard Hot 100で87位に達した。
「イット・キープス・ユー・ランニン」はカーリー・サイモンのアルバム『見知らぬ二人』（1976年）でカヴァーされており、サイモンのヴァージョンのレコーディングには、トム・ジョンストンを除くドゥービー・ブラザーズのメンバー6人が参加した。

## 収録曲
1. 運命の轍 - "Wheels of Fortune" (Patrick Simmons, Jeffrey Baxter, John Hartman) - 4:54
2. ドゥービー・ストリート - "Takin' It to the Streets" (Michael McDonald) - 3:56
3. 8番街のシャッフル - "8th Avenue Shuffle" (P. Simmons) - 4:39
4. ルージン・エンド - "Losin' End" (M. McDonald) - 3:39
5. リオ - "Rio" (P. Simmons, J. Baxter) - 3:49
6. サムワン・スペシャル - "For Someone Special" (Tiran Porter) - 5:04
7. イット・キープス・ユー・ランニン - "It Keeps You Runnin'" (M. McDonald) - 4:20
8. ターン・イット・ルース - "Turn It Loose" (Tom Johnston) - 3:53
9. キャリー・ミー・アウェイ - "Carry Me Away" (P. Simmons, J. Baxter, M. McDonald) - 4:09

## 参加ミュージシャン
- パトリック・シモンズ - ボーカル、ギター
- ジェフ・バクスター - ギター、スティールギター
- マイケル・マクドナルド - ボーカル、キーボード
- タイラン・ポーター - ボーカル、ベース
- ジョン・ハートマン - ドラムス
- キース・ヌードセン - ドラムス、ボーカル
- トム・ジョンストン - ボーカル、ギター

アディショナル・ミュージシャン
- メンフィス・ホーン - ホーン・セクション
- ボビー・ラカインド - コンガ
- リッチー・ヘイワード - ドラムス(#1)
- Novi - ヴィオラ(#4)
- ジェシ・バトラー - オルガン(#2)
- マリア・マルダー - ボーカル(#5)